# Götz Werner
 (avril 2023).
Si vous disposez d'ouvrages ou d'articles de référence ou si vous connaissez des sites web de qualité traitant du thème abordé ici, merci de compléter l'article en donnant les références utiles à sa vérifiabilité et en les liant à la section « Notes et références ».
Pour les articles homonymes, voir Werner.
Götz Wolfgang Werner (né à Heidelberg le 5 février 1944  et mort à Stuttgart le 8 février 2022) est un chef d'entreprise allemand, fondateur de l'entreprise dm-drogerie markt, et anthroposophe affiché. Il en fut le directeur durant trente-cinq ans, puis membre du conseil de surveillance. À partir d'octobre 2003, Götz W. Werner dirige l'Interfakultative Institut für Entrepreneurship de l'Institut de technologie de Karlsruhe. Il a également créé le programme « Initiative Unternimm die Zukunft » (Initiative Entreprends le futur), est le président du EHI Retail Institute e.V. (EHI) et fait partie du conseil de surveillance de la banque GLS Gemeinschaftsbank.

## L'entrepreneur
Götz Werner est le cinquième enfant d'une famille de droguistes. Sa mère est originaire de Prusse et a suivi des études de psychologie. De 1961 à 1964, il fut apprenti en droguerie à l'école de commerce de Constance. Par la suite, il réalisa des stages dans diverses entreprises à but commercial. Finalement, il commença à travailler dans la droguerie de ses parents en 1968. L'entreprise familiale ayant dû déposer le bilan, il entra chez Idro, grande droguerie de Karlsruhe appartenant à l'entreprise Carl Roth. À la suite d'une réorganisation interne, il proposa au directeur d'instaurer un nouveau système combinant discount et conseil client de qualité. Ces idées novatrices furent alors refusées.
Werner démissionna par la suite et travailla comme indépendant. En 1973, il créa sa première droguerie à Karlsruhe. Le nom de sa nouvelle entreprise « dm » reprend les initiales du mot allemand Drogeriemarkt. Werner étendit son activité à l'Autriche en 1976. Günter Bauer, avec qui Götz Werner avait fait de l'aviron étant jeune, dirige aujourd'hui dm-Autriche. En seulement 5 ans, dm dépassa les 100 magasins sur le territoire allemand. Durant l'exercice 2007/2008, l'entreprise comptait 2 024 filiales réparties sur 9 pays, le tout représentant un chiffre d'affaires de 4,7 milliards d'euros réalisé par 30 700 employés. En 2005, le manager magazin estima les biens de Götz Werner à 1,05 milliard d'euros, ce qui fit de lui le 78e plus riche Allemand. En 2003, il remplaça Reinhold Würth comme professeur à l'Institut für Entrepreneurship. Mai 2008 marqua la fin de sa présidence à la tête de dm et son entrée au conseil de surveillance de l'entreprise. Il fut remplacé par Erich Harsch, autrefois son suppléant et qui travailla 27 ans pour dm avant d'en prendre la présidence. L'ainé des enfants de Werner, Chistoph, est également membre du conseil de surveillance mais reste pour le moment chez la firme pharmaceutique britannique GlaxoSmithKline, pour qu'il n'y ait « pas de comportements dynastiques » chez dm. Götz Werner s'est marié deux fois et a 7 enfants.

## Son concept de l'entreprise
Pour commencer, Werner utilisa à quelques détails près les principes conventionnels du discount  des grandes surfaces alimentaires (libre-service, forts rabais grâce à des achats en gros), qu'il appliqua au marché de la droguerie. La suppression du prix unique pour les produits sur la droguerie en 1973 fut l'occasion parfaite pour réaliser son projet. Novateur et courageux à ce moment, ce modèle s'avéra au fil de son expansion lourd et bureaucratique. Au début des années 1990, Werner changea progressivement la structure interne de son entreprise. Les filiales  acquirent de plus en plus de responsabilités et de contrôles. Aujourd'hui, les magasins dm déterminent eux-mêmes leur assortiment, leurs tableaux de service, en partie leurs supérieurs et même leurs salaires. Cette liberté de manœuvre de la part des salariés est, d'après l'avis de beaucoup de spécialistes, une condition essentielle pour avoir des marchés aux prix bas compétitifs. De la même façon, une grande satisfaction des salariés et clients est nécessaire.
Cette manière particulière de diriger une entreprise attira l'attention dans l'ensemble de l'Allemagne. L'utilisation du concept de direction non-autoritaire, appelé par Werner « Gestion par le dialogue » en interne, repose sur deux valeurs de base : la compréhension et le respect. Le dialogue était sa directive privilégiée. Werner s'efforça à encourager une logique collaborative à l'intérieur de l'entreprise, tout comme le développement de la personnalité. Il insista beaucoup sur l'application d'une « ouverture à la nouveauté ». Ce constat est confirmé entre autres par une étude sur la psychologie du travail, d'après laquelle la majorité des victimes de harcèlement moral se disent « ouverts à de nouvelles expériences ». Les chefs de filiales dm ont eu beaucoup de mal au début à effectuer ce changement. Werner est reconnu pour être anthroposophe. Il tire sa philosophie de l'entreprise des principes de développement de la personnalité, de confiance et de créativité. C'est pour cette raison qu'il ne considère pas ses employés comme des coûts de personnel, mais comme des « postes de création », eux-mêmes incluant « les revenus aux collaborateurs ». Selon lui, les systèmes de primes et bonus traduisent un « manque de confiance permanent » quant à l'engagement et la motivation des salariés. Malgré tout, un « paiement de fin de trimestre » (à hauteur variable) est versé à chaque fin de trimestre aux employés dont la filiale a atteint ou dépassé les objectifs prévus. 
Son principe de formation présente également une particularité. Dans ce cadre, plusieurs prix sont remis. Tous les apprentis réalisent 2 fois durant leur formation un projet théâtral de 8 jours. Avec l'aide de professionnels, ils doivent, « grâce à leurs capacités de communication, de travail en équipe et de résolution des conflits, se mettre à la place des autres et ainsi s'exercer à la pratique d'une  négociation flexible et conforme à la situation ». Le but est de les rendre familier à un système commercial leur enseignant la flexibilité. Ainsi, les apprentis sont capables de s'adapter de manière efficace à un marché en perpétuel mouvement. Werner, qui est passionné d'aviron, compare le marché à un « torrent permanent ».

## Engagement civil
Werner s'est ouvertement engagé depuis 2005 pour l'instauration en Allemagne d'un revenu de base basé sur un concept qu'il a lui-même développé depuis 1982. Le financement de cette allocation repose sur la suppression progressive de l'impôt sur le revenu et de l'augmentation simultanée de la TVA comme « taxe sur la consommation » au-delà des 50 %. En Novembre 2005, il fonda également l'initiative « Entreprends le futur ».

## Engagement social et culturel
Werner finance plusieurs projets culturels et sociaux, comme le Prix Herman Hesse, une garderie, un refuge pour enfants sans abris à Alexandrie en Égypte, ainsi que des cours gratuits de musique pour enfants. Le 16 août 2010, Werner céda ses parts de dm à une fondation reconnue d'utilité publique. Il fait aussi partie du conseil d'administration du prix du Concile de Constance, qui récompense les initiatives pour unir l'Europe.

## Prix
En 2003, il reçut pour son œuvre le prix d'honneur de la fondation Fairness. Une année plus tard, son modèle de formation reçut le prix de l'innovation de la chambre de commerce et d'industrie de Stuttgart dans le domaine de la formation. La même année, le prix de l'initiative de la formation lui fut remis par le conseil de la chambre de commerce et d'industrie d'Allemagne, la fondation Otto Wolf et le magazine Wirtschaftswoche. Toujours en 2004, il fut décoré de la Croix de Chevalier de l'Ordre du mérite de la République fédérale d'Allemagne. En 2008, la Croix d'Officier suivit. En 2005, l'association des conseils d'entreprise allemands lui remit le BDU ManagerAward. En octobre de la même année, il reçut le prix du Bayeuther Dialoge, décerné pour la première fois. En 2007, ce fut au tour du prix Heckerhut de l'association SPD de Constance de lui être remis. En octobre 2008, l'entreprise de conseil Ernst & Young le nomme entrepreneur de l'année dans la catégorie « Commerce ». Enfin, il reçut en 2010 le prix du commerce allemand dans la catégorie « Lifetime Award ».

## Ouvrages
- Götz W. Werner: Wirtschaft – das Füreinander-Leisten. Antrittsvorlesung am 11. Mai 2004 vor der Fakultät für Informatik der Universität Fridericiana zu Karlsruhe (TH), Universitätsverlag, Karlsruhe 2004,  (ISBN 978-3-937300-35-1).
- Götz W. Werner: Führung für Mündige. Subsidiarität und Marke als Herausforderungen für eine moderne Führung. Universitätsverlag, Karlsruhe 2006,  (ISBN 978-3-86644-009-8).
- Götz W. Werner: Ein Grund für die Zukunft: das Grundeinkommen. Interviews und Reaktionen. Freies Geistesleben, Stuttgart 2006,  (ISBN 3-7725-1789-7).
- Götz W. Werner: Einkommen für alle. Der dm-Chef über die Machbarkeit des bedingungslosen Grundeinkommens. Kiepenheuer & Witsch, Köln 2007,  (ISBN 978-3-462-03775-3).
- Götz W. Werner, André Presse (Hrsg.): Grundeinkommen und Konsumsteuer. Impulse für „Unternimm die Zukunft“. Tagungsband zum Karlsruher Symposium Grundeinkommen: Bedingungslos. Universitätsverlag, Karlsruhe 2007,  (ISBN 978-3-86644-109-5).
- Götz W. Werner, Adrienne Goehler: "1000 € für jeden.Freiheit, Gleichheit, Grundeinkommen" Econ Verlag 2010,  (ISBN 978-3-430-20108-7).
- Götz W. Werner, André Presse: Die zivilisierte Marktwirtschaft und ihre Feinde. Zum bedingungslosen Grundeinkommen als Wirtschaftsbürgerrecht, in: Breuer, M., Mastronardi, Ph., Waxenberger, B. (Hrsg.), Markt, Mensch und Freiheit. Wirtschaftsethik in der Auseinandersetzung, Haupt, Bern, Stuttgart, Wien 2009, S. 193-211,  (ISBN 978-3-258-07509-9).

## Films
- Götz Werner: Grundeinkommen für alle. Dokumentarfilm, Deutschland, 2007, 43 min, Regie: Christoph Schlee, Produktion: allmende film
- Sie können auch anders - Unternehmer mit Ideen. Diskussion, Deutschland, 2008, 45 min, mit Götz Werner, Wolfgang Grupp, Norbert Kunz und Ditmar Staffelt, Produktion: Phoenix (Fernsehsender)|Phoenix, Erstausstrahlung: 30. April 2008, online-Video, Ankündigung
- Grundeinkommen - ein kulturimpuls Film-Essay, Schweiz, 2008, 100 min, Buch und Regie: Daniel Häni et Enno Schmidt, Produktion: unternehmen mitte, Filmausschnitte und online-Film, u.a. mit Götz Werner